# Rino Benedetti
Rino Benedetti (Ponte Buggianese, 18 novembre 1928 – Lucca, 14 giugno 2002) è stato un ciclista su strada italiano.
Professionista dal 1951 al 1963, fu medaglia d'argento ai mondiali del 1951, nella categoria dilettanti.

## Carriera
Ancora dilettante, Benedetti vinse la medaglia d'argento ai mondiali di Varese del 1951.
Tra i professionisti si impose in numerose classiche italiane e vinse tappe in tutti i Grandi Giri (Giro, Tour, Vuelta) ed anche al Tour de Suisse. La sua stagione migliore fu il 1959, quando vinse nell'ordine Coppa Sabatini, Giro di Campania, Giro del Veneto e una tappa al Giro, risultati che gli valsero l'unica convocazione mondiale tra i professionisti. Partecipò quindi ai mondiali ottenendo un diciannovesimo posto.
Sfiorò anche il campionato italiano nel 1960 e la classicissima l'anno successivo arrivando rispettivamente secondo e terzo. Chiuse la carriera nel 1963, dopo aver ottenuto come ultimo successo la tappa di Parigi al Tour dell'anno prima.

## Palmarès
- 1949 (dilettanti)

Giro delle due Provincie-Marciana di Cascina
- 1950 (dilettanti)

Gran Premio di Montanino
- 1951 (Legnano, due vittorie)

Giro del Mendrisiotto
Gran Premio Ceramisti - Ponzano Magra
- 1952 (Legnano, quattro vittorie)

Coppa Gori
8ª tappa Giro d'Italia (Roccaraso > Ancona)
Gran Premio Colli Pistoiesi
4ª tappa Giro delle Puglie e Lucania
- 1953 (Legnano, nove vittorie)

Coppa Pietro Linari
Coppa Desideri
Gran premio Ceramisti
Coppa Mobilieri e Ceramisti
Gran Premio di Quarrata
Gran Premio di Barberino del Mugello
3ª tappa, 2ª semitappa Giro della Sicilia
4ª tappa Giro della Sicilia
Gran Premio Industria e Commercio di Prato
- 1954 (Legnano, quattro vittorie)

Coppa Sabatini
Coppa San Giovanni alla Vena
Gran premio di Panna
Gran Premio di Ponte San Giovanni
- 1955 (Bottecchia, sei vittorie)

Giro della Provincia di Reggio Calabria
Trofeo Fenaroli
Gran Premio di Prato
8ª tappa Giro d'Italia (Viareggio > Perugia)
16ª tappa Giro d'Italia (Ravenna > Lido di Jesolo)
Campionati italiani, Prova in linea Indipendenti
- 1957 (Bottecchia, una vittoria)

9ª tappa Vuelta a España (Cuenca > Valencia)
- 1958 (Allegro/Tigra, dieci vittorie)

Gran premio di Rho
Circuito di Palestrina
2ª tappa Giro di Sicilia (Messina > Catania)
4ª tappa Giro di Sicilia Ragusa > Enna)
Coppa Città di Busto Arsizio
2ª tappa Tour de Suisse (Bregenz > Rheinfelden)
4ª tappa Tour de Suisse (Soletta > Berna)
tappa Giro dei due Mari (Recoaro)
tappa Giro dei due Mari (Terni)
tappa Giro dei due Mari (Grosseto)
- 1959 (Ghigi, quattro vittorie)

Giro di Campania
10ª tappa Giro d'Italia (Vasto > Teramo)
Giro del Veneto
Coppa Sabatini
- 1961 (Ignis, tre vittorie)

Gran Premio Industria di Quarrata
Trofeo Fenaroli
1ª tappa, 1ª semitappa Quatre Jours de Dunkerque
- 1962 (Ignis, due vittorie)

22ª tappa Tour de France (Pougues-les-Eaux > Parigi)
2ª tappa Volta Ciclista a Catalunya (Tarragona > Saragozza)

### Altri successi
- 1958 (Allegro/Tigra)

Classifica generale Trofeo dell'Unione Velocipedistica Italiana

## Piazzamenti

### Grandi Giri
- Giro d'Italia

1952: 48º
1953: ritirato
1954: 34º
1955: 49º
1956: 18º
1957: ritirato
1958: 37º
1959: 23º
1960: 18º
1961: ritirato
1962: 30º
1963: 39º
- Tour de France

1955: 42º
1962: 64º
- Vuelta a España

1957: 36º

### Classiche monumento
- Milano-Sanremo

1952: 98º
1955: 83º
1959: 24º
1961: 3º
1962: 12º
1963: 40º
- Parigi-Roubaix

1961: 74º
- Liegi-Bastogne-Liegi

1953: 23º
- Giro di Lombardia

1951: 22º
1953: 60º
1955: 11º
1956: 63º
1957: 14º
1958: 79º
1959: 9º
1960: 10º

### Competizioni mondiali
- Campionati del Mondo

Varese 1951 - In linea Dilettanti: 2º
Zandvoort 1959 - In linea: 19º